# Hjalmar Lindgren
Hjalmar Ossian Lindgren, född 17 maj 1837 i Växjö stadsförsamling, Kronobergs län, död 25 maj 1919 i Lunds stadsförsamling, Malmöhus län, var en svensk läkare och professor.
Han var son till Nils Lindgren (1803–1877), teol.dr. och kyrkoherde i Väckelsång och bror till Bertrand Lindgren, riksdagspolitiker och borgmästare i Oskarshamn. Lindgren blev student vid Lunds universitet 1855, medicine licentiat 1866 samt medicine doktor 1868, sedan han 1867 utgivit en avhandling Studier öfver lifmoderns byggnad hos menniskan (1867). Han utnämndes 1878 till e.o. och var 1882–1903 ordinarie professor i anatomi vid Lunds universitet.
Åren 1896–1911 var Lindgren ledamot för Malmöhus län av första kammaren, som insatte honom i tillfälligt utskott 1897 och 1903, bankoutskottet 1904–07 och särskilda utskottet 1908. Skrifter utom den ovannämnda disputationen: Ueber den Bau der Vogelnieren (1868) och Studier öfver däggdjursägget (1876).
Lindgren invaldes 1893 som ledamot av centralstyrelsen för Skånes Enskilda Bank och 1897 i styrelsen för Sparbanken för Lunds stad och kringliggande land. Han blev 1871 ledamot av Fysiografiska sällskapet i Lund.